# Juxue
Juxue (baskisch: Jutsi) ist eine französische Gemeinde mit 200 Einwohnern (Stand 1. Januar 2022) im Département Pyrénées-Atlantiques in der Region Nouvelle-Aquitaine. Sie gehört zum Arrondissement Bayonne und zum Gemeindeverband Pays Basque. Die Eigenbezeichnung der Bewohner lautet Jutsiar.

## Geografie
Die Gemeinde liegt in der historischen Region Nieder-Navarra im französischen Baskenland, 50 Kilometer südöstlich von Biarritz und etwa 50 Kilometer westlich von Pau im Vorland der Pyrenäen. Durch den Norden des Gemeindegebietes fließt in einer großen Schleife die Bidouze, ein linker Nebenfluss des Adour. Juxue grenzt an Arhansus im Norden, Pagolle im Osten, Saint-Just-Ibarre im Süden, Bunus im Südwesten, Larceveau-Arros-Cibits im Westen und Ostabat-Asme im Nordwesten.

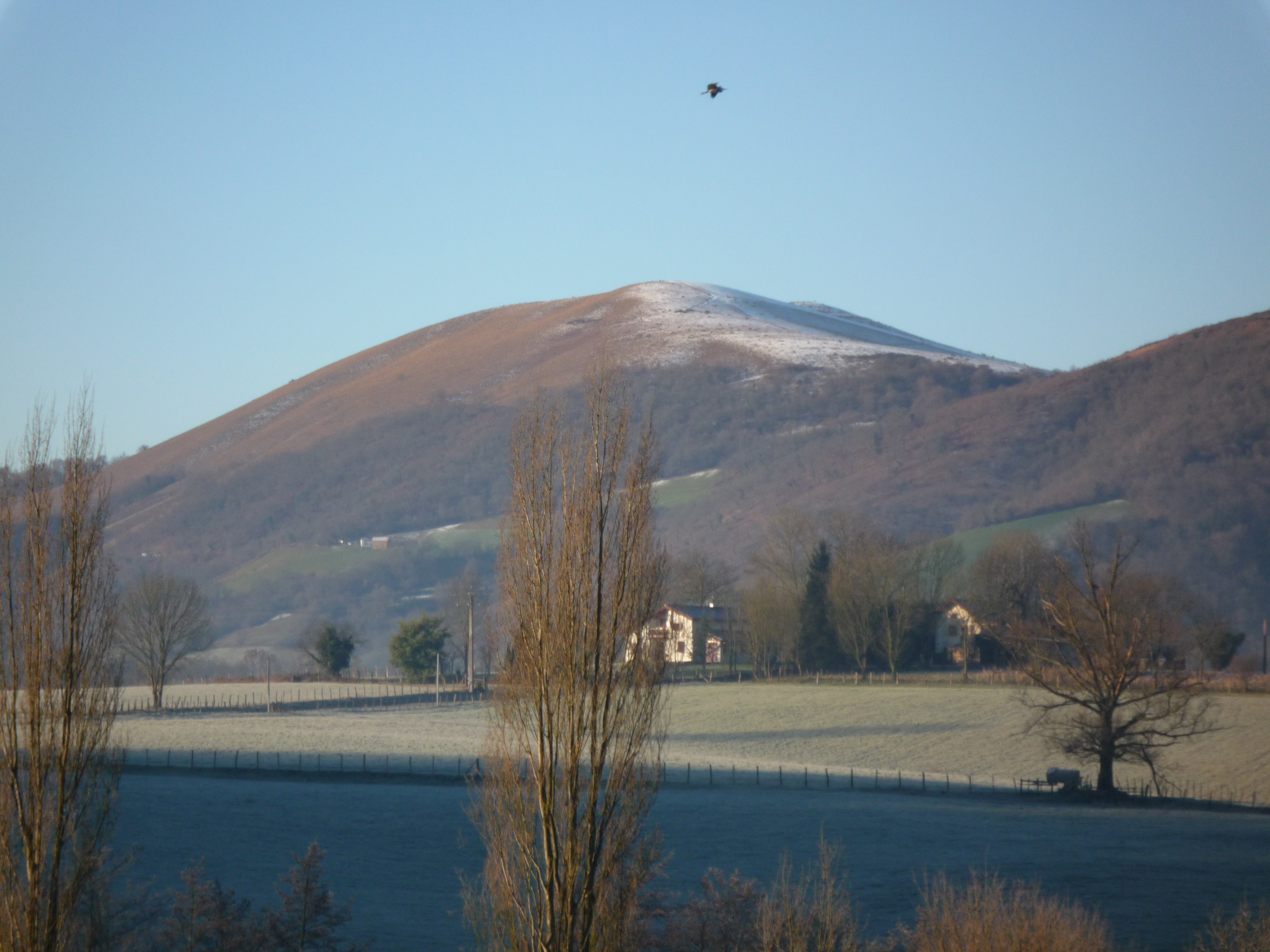
Der 648 m hohe Berg Mehalçu im Süden von Juxue

Im Süden, Westen und Osten sind die Gemeindegrenzen von Juxue geografischer Natur – sie umschließen genau das Einzugsgebiet des Bidouze-Nebenflusses Babatzeko Erreka. Im äußersten Süden liegt mit dem 648 m hohen Gipfel des Mehalçu (baskisch: Mehaltzu) der höchste Punkt der Gemeinde. Zur Gemeinde gehören neben dem Dorf Juxue die Ortsteile Arlania, Arrasia, Beroquia, Goyhenetchia, Landa und Oxarania.

## Bevölkerungsentwicklung
| Jahr      | 1962 | 1968 | 1975 | 1982 | 1990 | 1999 | 2006 | 2018 |
| Einwohner | 266  | 243  | 246  | 230  | 221  | 192  | 224  | 208  |

In den Jahren 1886 und 1891 wurden mit je 359 Bewohnern die bisher höchsten Einwohnerzahlen ermittelt. Die Zahlen basieren auf den Daten von annuaire-mairie und INSEE.

## Sehenswürdigkeiten
- Kirche Saint-Pierre aus dem Jahr 1663
- zwei befestigte Häuser aus dem 14. Jahrhundert, ein weiteres aus dem 18. Jahrhundert – alle als Monument historique ausgewiesen
- Reste einer prähistorischen Siedlung in der Gemarkung Gaztelu Zahar

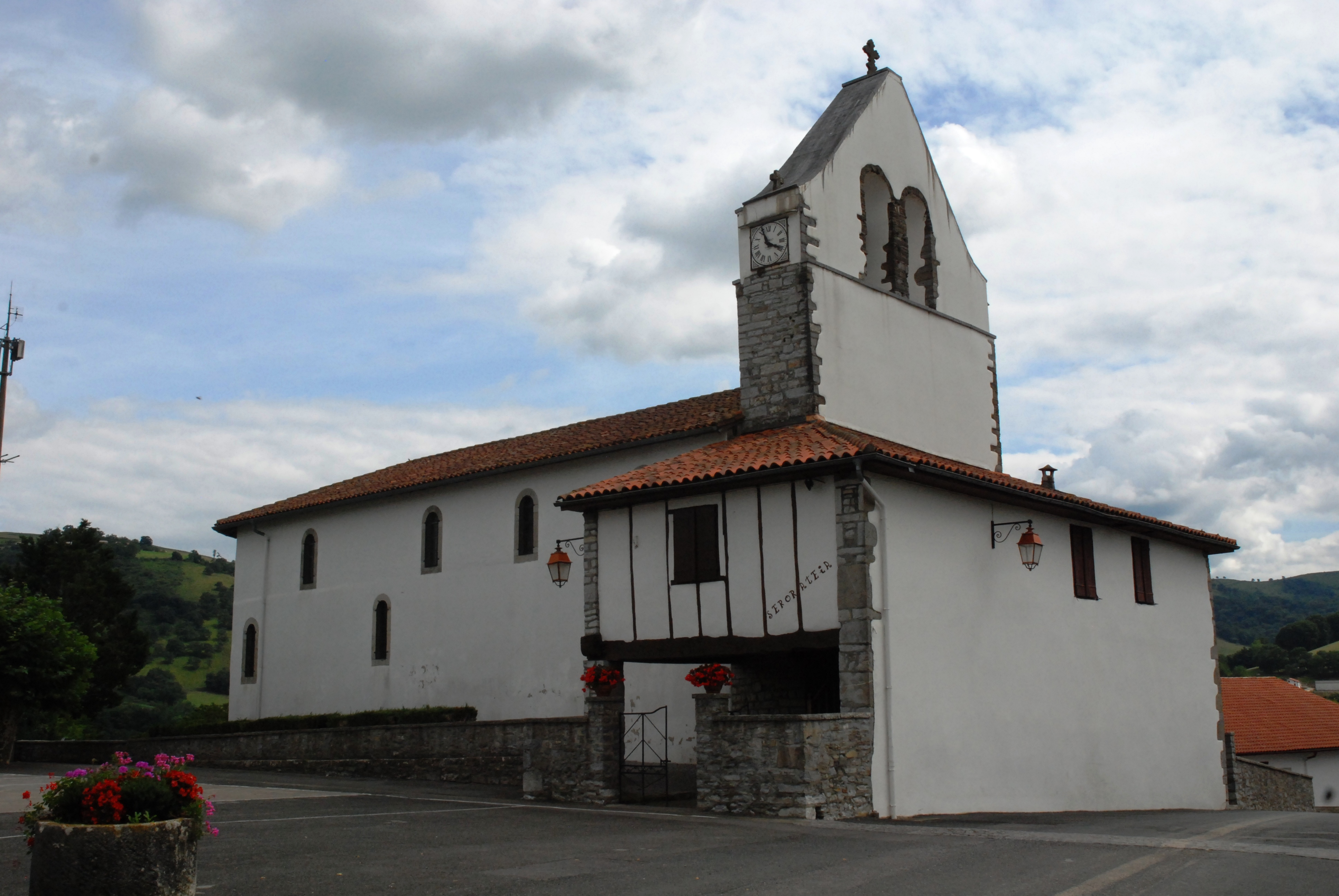
Kirche Saint-Pierre
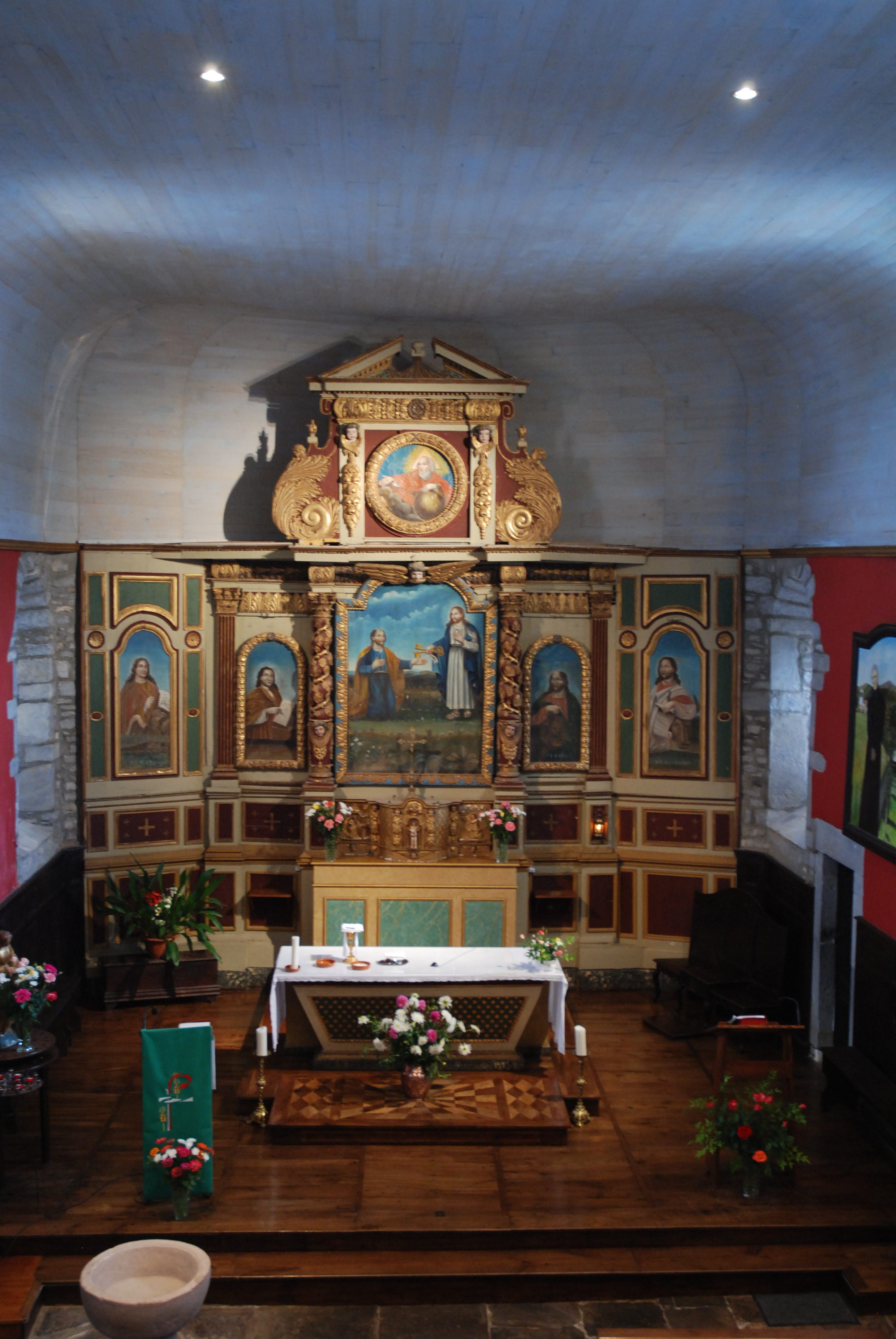
Altar der Kirche
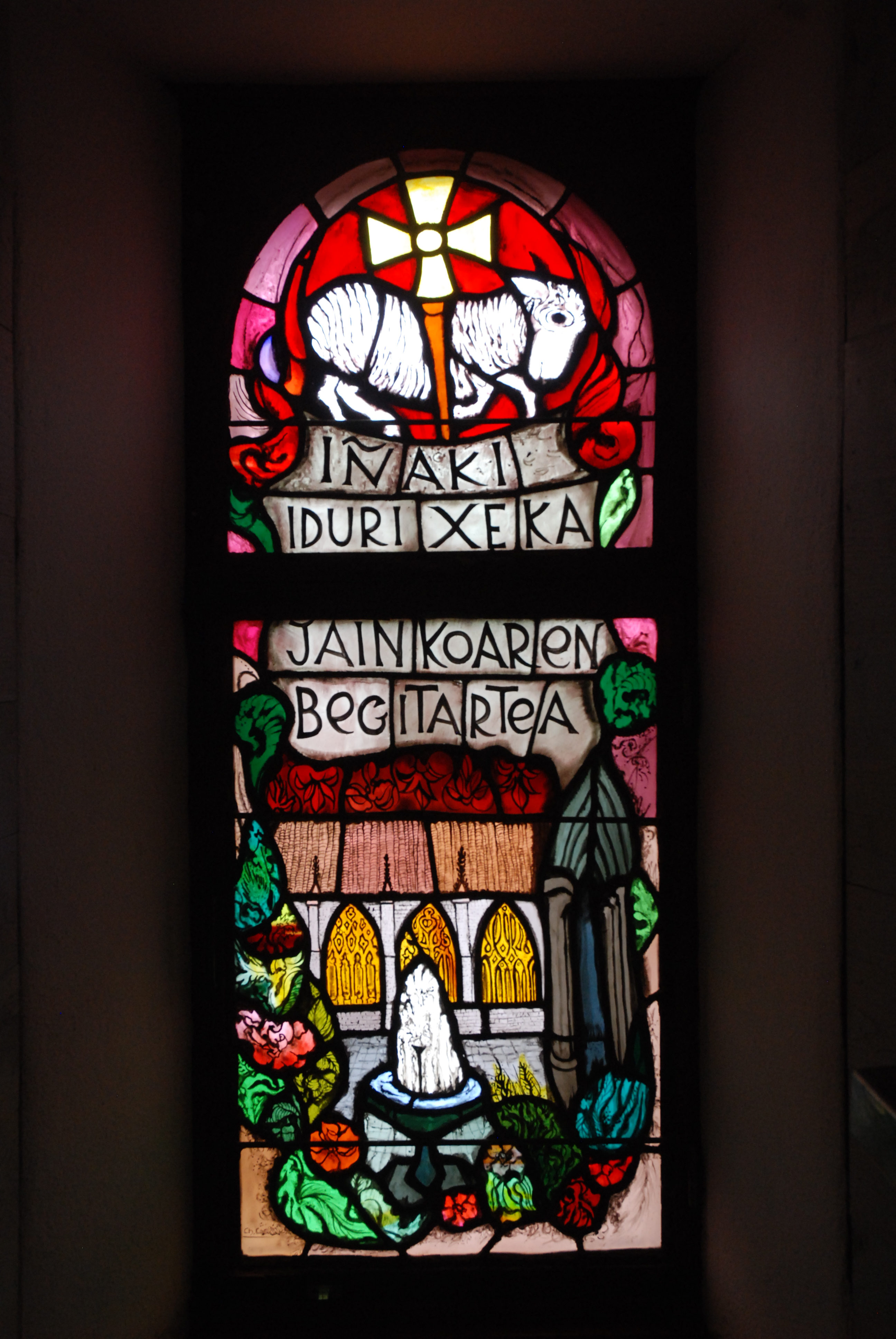
Eines der Kirchenfenster
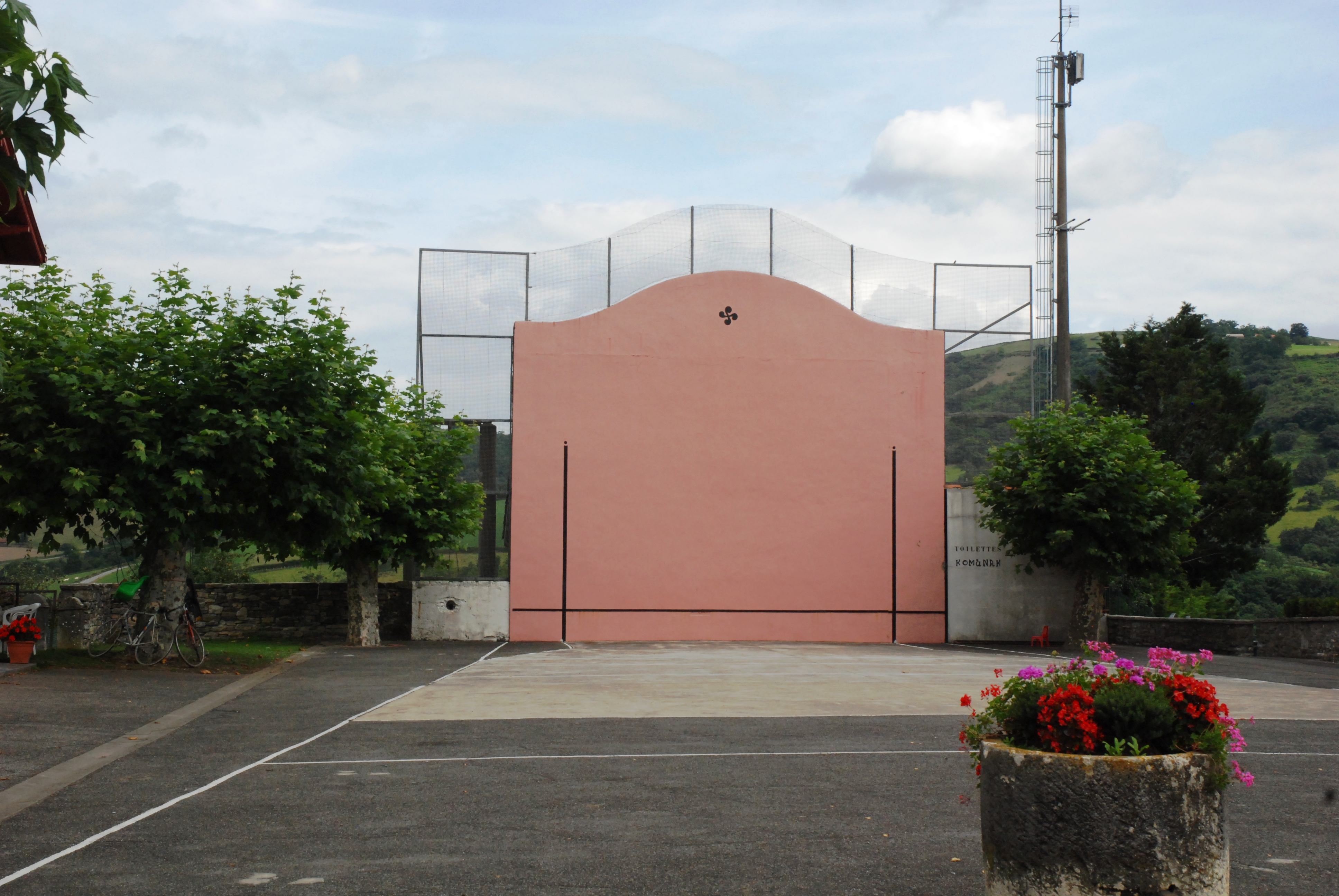
Frontón Juxue
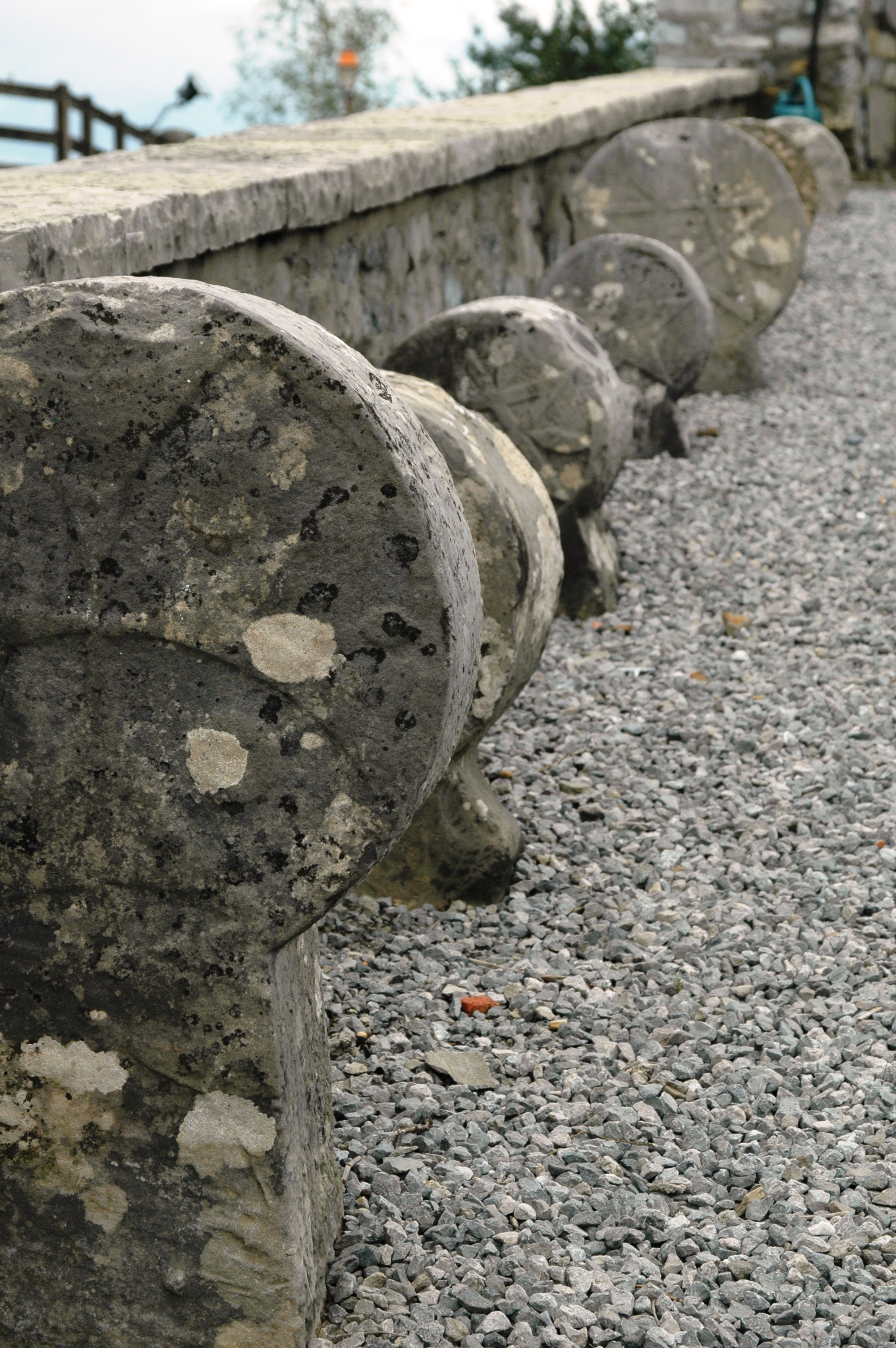
Typisch baskische scheibenförmige Grabsteine in Juxue

## Wirtschaft und Infrastruktur
In der Gemeinde sind 36 Landwirtschaftsbetriebe ansässig (Getreideanbau, Zucht von Geflügel, Rindern, Schafen und Ziegen).
Durch den Norden des Gemeindegebietes von Juxue führt die Fernstraße D 933 von Salies-de-Béarn nach Pamplona.

## Belege
1. ↑  Juxue auf annuaire-mairie
2. ↑  Juxue auf INSEE
3. ↑  Landwirtschaftsbetriebe auf annuaire-mairie.fr (französisch)